# 카스카다
카스카다(Cascada)는 2004년 결성된 독일의 유로댄스 그룹으로 나탈리 호를러, DJ 마니안, 얀 파이퍼 총 3명으로 구성되어 있다. 그룹 이름은 "폭포"을 뜻한다. 카스카다는 유로댄스를 일렉트로 팝 성향에 접목해 미국을 비롯한 전 세계에서 유로댄스의 선구자 중 하나로 평가받고 있다. 주요 히트 싱글로 〈Everytime We Touch〉, 〈What Hurts the Most〉, 〈Evacuate the Dancefloor〉이 있다. 카스카다의 앨범들은 전 세계적으로 2천만장을 판매하고 1천 5백만 다운로드 건 수를 기록했다. 카스카다의 제일 성공적인 곡은 카스카다의 데뷔 곡인 "Evacuate the Dancefloor"로 이 곡은 칼프리트가 피쳐링을 맡았으 며 미국에서 플래티넘 등급을 기록했다.